# Asura semivitrea
Asura semivitrea là một loài bướm đêm thuộc phân họ Arctiinae, họ Erebidae.